# Акдаг, Синан
Синан Акдаг (нем. Sinan Akdağ; 5 ноября 1989, Розенхайм, Германия) — немецкий профессиональный хоккеист, защитник. Игрок сборной Германии по хоккею с шайбой.

## Биография
Родился в Розенхайме в 1989 году. Воспитанник местной хоккейной школы, выступал за городскую команду в юношеских первенствах Германии. В 2006 году дебютировал за клуб «Старбуллс Розенхайм» в третьей лиге страны.
В 2007 году подписал контракт с командой высшей лиги страны «Крефельд Пингвин». В составе клуба провёл 7 сезонов в элитном дивизионе. Всего за клуб провёл 370 матчей, забросил 13 шайб и отдал 63 голевые передачи. В 2014 году стал игроком команды «Адлер Мангейм». В составе нового клуба в 2015 году стал чемпионом страны.
Выступал за сборные Германии среди юниоров и молодёжи на различных турнирах. В 2012 году дебютировал на чемпионате мира по хоккею с шайбой, сыграл 4 встречи, очков за результативность не набрал.